# Терас Хајтс (Вашингтон)
Терас Хајтс (енгл. Terrace Heights) насељено је мјесто без административног статуса у америчкој савезној држави Вашингтон у округу Јакима. Број становника био је 9.244 на попису 2020. године. То је у суштини предграђе града Јакима. 

## Географија
Према Бироу за попис становништва Сједињених Америчких Држава, насеље има укупну површину од 8,2 квадратних миља (21,2 km2), од чега је 7,9 квадратних миља (20,5 km2) земљиште и 0,3 квадратних миља (0,8 km2) од тога (3,66%) је вода. 

## Демографија
По попису из 2010. године број становника је 6.937, што је 490 (7,6%) становника више него 2000. године.
Од пописа из 2007. године, било је 8.031 људи, 3.754 домаћинстава и 2.005 породица које живе у насељу. Густина насељености била је 816,3 људи по квадратној миљи (315,1 / km2). Било је 2.609 стамбених јединица у просечној густини од 330.3 / ск ми (127.5 / km2). Расни састав насеља био је 88.58% бијели, 0.84% Афроамериканци, 1.13% Индијанци, 0.51% Азијати, 0.02% са пацифичких острва, 6.03% из других раса и 2.89% из двије или више раса. Хиспаноамериканци или Латиноамериканци било које расе били су 11,06% становништва.
Било је 3.754 домаћинстава, од којих је 31,4% имало дјецу млађу од 18 година која су живјела са њима, 62,0% су били брачни парови који живе заједно, 8,7% је имало женског домаћина без мужа, а 26,0% су биле не-породице. 20 ,9 % свих домаћинстава чинили су појединци, а 8,3% је имало некога ко живи сам и који је био старији од 65 година. Просјечна величина домаћинства била је 2,54, а просјечна величина породице 2,93. 
У насељу, старосна расподјела становништва показује 24,4% млађих од 18 година,7,1% од 18 до 24, 27,1% од 25 до 44, 26,7% од 45 до 64 године и 14,7% који су били старији од 65 година. Средња старост била је 40 година. На сваких 100 жена, било је 94,9 мушкараца. На сваких 100 жена старости 18 и више, било је 93.8 мушкараца.
Средњи приход за домаћинство у насељу био је 47,601 долара, а средњи приход за породицу био је 53,938 долара. Мушкарци су имали средњи приход од $ 39,813 у односу на $ 26,925 за жене. Приход по глави становника за Терас Хајтс био је 21,542 долара. Око 5,3% породица и 7,5% становништва било је испод границе сиромаштва, укључујући 7,1% млађих од 18 година и 6,0% старијих од 65 година. 
| Група             | 2000.         | 2010.         |
| Белци             | 5.480 (85,0%) | 5.418 (78,1%) |
| Афроамериканци    | 54 (0,8%)     | 63 (0,9%)     |
| Азијати           | 33 (0,5%)     | 105 (1,5%)    |
| Хиспаноамериканци | 713 (11,1%)   | 1.098 (15,8%) |
| Укупно            | 6.447         | 6.937         |